# 勒穆斯图瓦尔
勒穆斯图瓦尔（法語：Le Moustoir，法語發音：[lə mustwaʁ]）是法国阿摩尔滨海省的一个市镇，位于该省西南部，属于甘冈区。

## 地理
勒穆斯图瓦尔（48°15'56"N, 3°30'8"W）面积14.85 平方千米，位于法国布列塔尼大區阿摩尔滨海省，该省份为法国西北部沿海省份，位于布列塔尼半岛北部，北濒大西洋英吉利海峡，西接菲尼斯泰尔省，南至莫尔比昂省，东临伊勒-维莱讷省。
与勒穆斯图瓦尔接壤的市镇（或旧市镇、城区）包括：梅勒卡赖、波勒、普莱万、特雷布里旺、特雷夫兰、卡赖普卢盖尔。

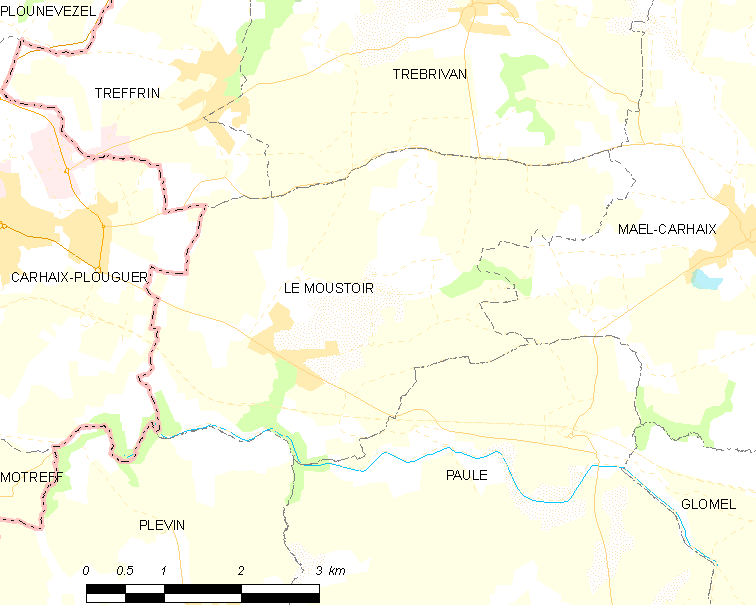
勒穆斯图瓦尔的OSM定位图

勒穆斯图瓦尔的时区为UTC+01:00、UTC+02:00（夏令时）。

## 行政
勒穆斯图瓦尔的邮政编码为22340，INSEE市镇编码为22157。

## 政治
勒穆斯图瓦尔所属的省级选区为罗斯特勒南县。

## 人口

1962-2008年间勒穆斯图瓦尔人口变化图示

勒穆斯图瓦尔于2022年1月1日时的人口数量为659人。